# Burg Schlitz

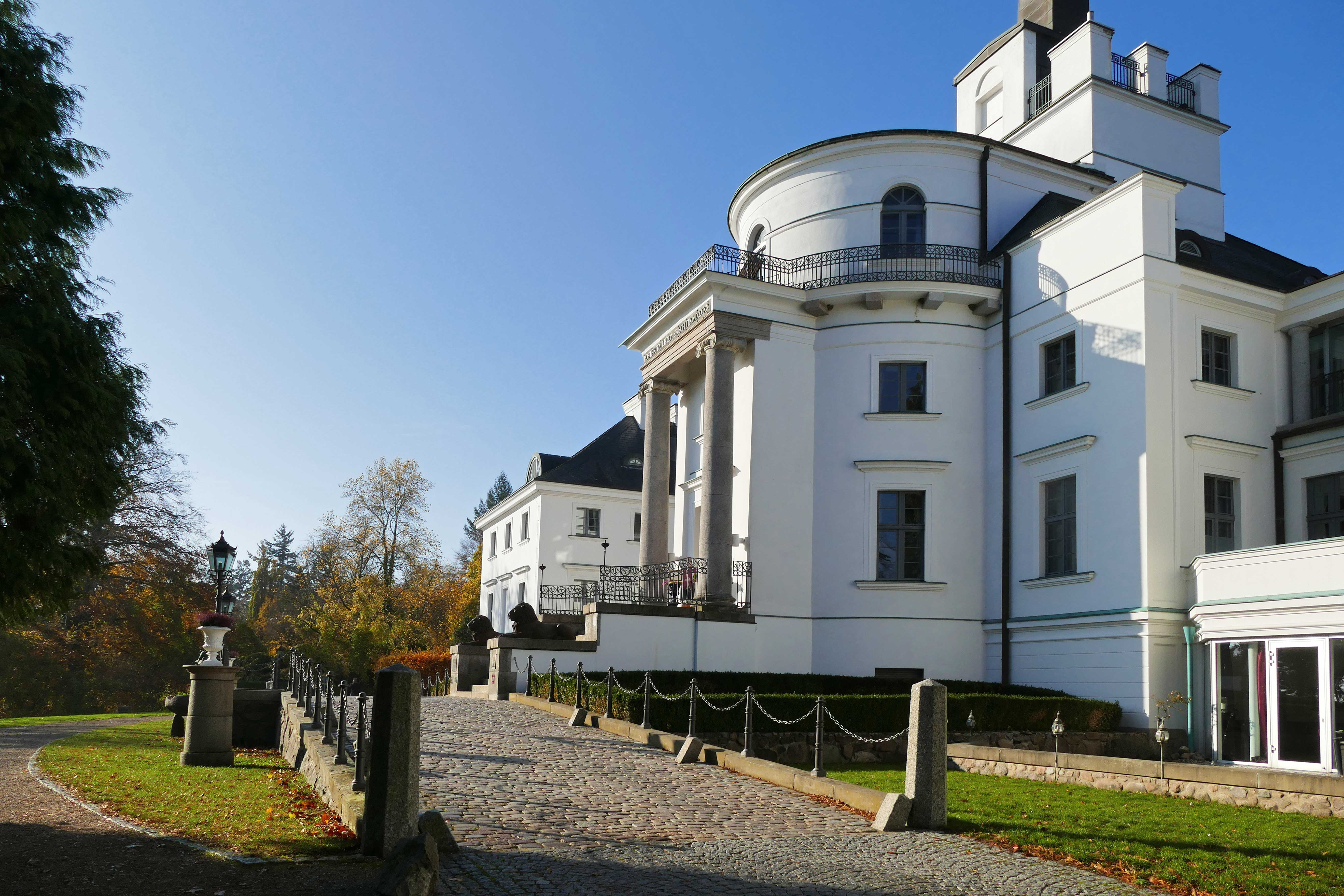
Herrenhaus von Burg Schlitz (2018)

Burg Schlitz ist ein Ortsteil von Hohen Demzin im Zentrum der Mecklenburgischen Schweiz.
Burg Schlitz liegt westlich des Malchiner Sees an der Bundesstraße 108 zwischen Teterow und Waren und fällt durch das prächtige Herrenhaus inmitten eines Parks mit wertvollem Baumbestand auf.

## Geschichte

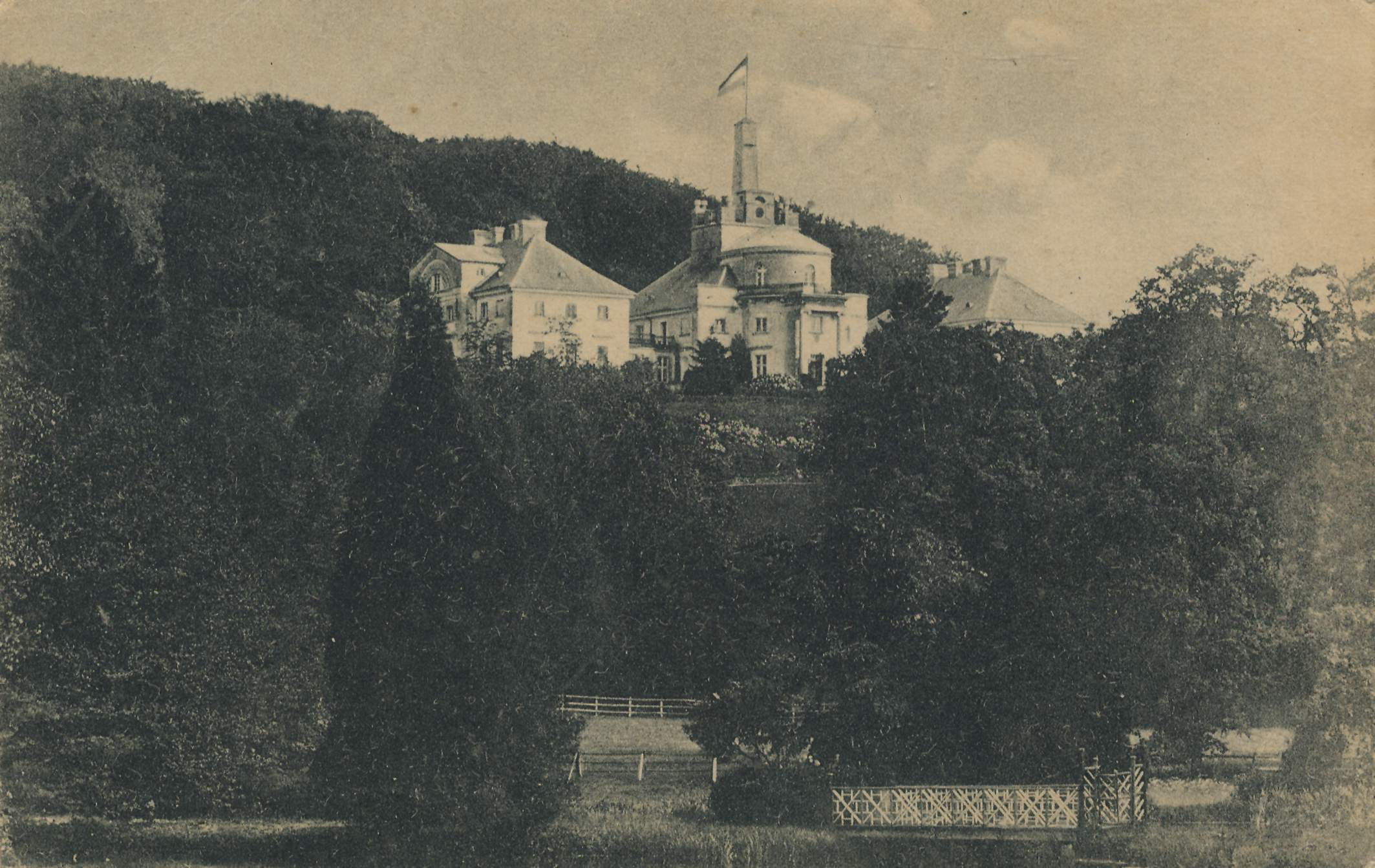
Burg Schlitz (um 1900)

Der Name der Anlage bezieht sich auf das hessische Adelsgeschlecht der Reichsgrafen von Schlitz genannt Görtz. Bauherr war Hans (Freiherr) von Labes (1763–1831). Er stammte aus dem nordbrandenburgischen Großwoltersdorf-Zernikow und war zugleich Gutsherr auf Karstorf. Hans von Labes-Zernikow wurde, um Louise Caroline von Schlitz (1773/1774–1832) heiraten zu können, von seinem künftigen Schwiegervater Johann Eustach von Schlitz (1737–1821) adoptiert und nachfolgend vom König in den Grafenstand erhoben, und so ein Graf von Schlitz genannt Goertz. 1798 war er Mitinitiator und erster Direktor der Mecklenburgischen Landwirthschafts-Gesellschaft. Er führte für sich ein gesondertes v. Labes-v. Schlitz-Wappen.
Im Jahr 1806 ließ Hans von Schlitz den Vorgängerbau (eine heruntergekommene Burg) abreißen und nach Plänen von Otto Hirt und unter Leitung von Friedrich Adam Leiblin auf dem Buchenberg das dreiflügelige klassizistische Herrenhaus erbauen. Die drei Trakte des Baus sind parallel angeordnet und als Putzbauten ausgeführt. Der zweigeschossige Mitteltrakt ist etwas zurückversetzt und hat als Hauptportal einen halbrunden Säulenvorbau mit Freitreppe sowie einen aufgesetzten Aussichtsturm, die beiden dreigeschossigen Seitentrakte schließen jeweils mit einem giebelbekrönten Risalit ab. Das Bauwerk gilt als größte klassizistische Anlage in Mecklenburg und wurde nach Unterbrechung durch Kriegseinwirkungen mit dem umgebenden Park und Karolinenkapelle 1824 fertiggestellt. Die Ornamente sind teilweise mit Symbolik der Freimaurer angereichert. Bauherr Hans von Schlitz war an den Planungen maßgeblich beteiligt, die weitläufige Parkanlage hat er selbst geplant. 1831 übernahm Heinrich Graf Bassewitz (1799–1861), der sich fortan von Bassewitz-Schlitz nannte und sein Wappen anglich, und der seit dem 14. Oktober 1822 mit der Tochter Jeanne-Caroline-Louise (* 12. Oktober 1801) der Grafenfamilie verheiratet war, das Gut. Ebenso bestand 1831, nach gesicherten Überlieferungen, neben dem herrschaftlichen Ensemble eine gastronomische Einrichtung.
Um 1928, also vor der großen Wirtschaftskrise, gehörten zur Burg Schlitz das Gut, dazugehörig noch Karstorf und Görzhausen, gesamt 517 ha, in Verwaltung des damaligen Oberinspektors Friedrich-Fortunat Graf von Bassewitz (1895–1945), zuletzt Hauptmann d. R. und bis 1945 Eigentümer von Schloss Ulrichshusen, mit Wohnsitz zunächst in Karstorf. Des Weiteren zur Burg Schlitz zugehörig war das Lehngut Hohen Demzin mit 668 ha, sämtlich im Amt Malchin gelegen.
Das Gut zu Burg Schlitz geriet 1931 nach einem Konkurs in Besitz der Mecklenburgischen Landwirtschaftsgesellschaft, die es 1932 an Emil Georg von Stauß, den damaligen Generaldirektor der Deutschen Bank, verkaufte. Dieser stellte die Burg bereits sehr früh den Nazis als Versammlungsort und Rückzugsdomizil zur Verfügung. 1945 erfolgte die Enteignung, und das Herrenhaus wurde als Flüchtlingsunterkunft und Schule genutzt, ab 1955 als Seniorenheim. Bereits 1949 konstatierten DDR-Denkmalpfleger den desaströsen Zustand des Baukörpers.
Zur Historie des Hauses gehört auch, dass die am 22. April 1974 verstorbene Elisabeth-Charlotte Gräfin von Bassewitz-Perlin, geboren am 20. April 1891 auf Burg Schlitz, die letzte in Dobbertin lebende Konventualin des dortigen Damenstifts war.

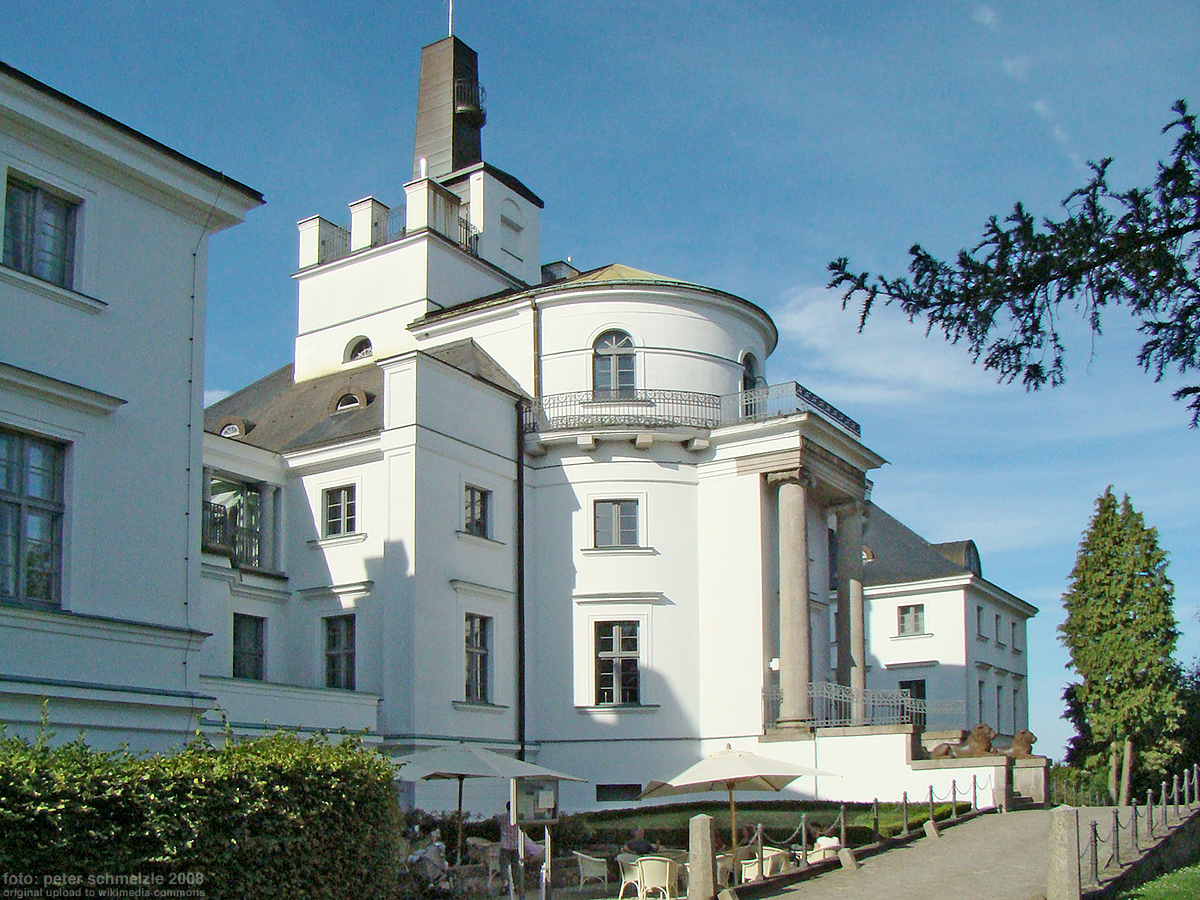
Herrenhaus von Burg Schlitz, Hauptbau (2008)

Nach 1990 erwarb Mathias Stinnes (1941–2016), der Enkel von Hugo Hermann Stinnes, das Herrenhaus Schlitz und ließ es in den 1990er Jahren in ein Hotel umbauen. Ab 2000 wohnte und arbeitete er auch im seither genannten Schlosshotel Burg Schlitz. Im Juni 2007 richtete Stinnes als Hausherr auf Burg Schlitz auch das Damenprogramm – unter Anwesenheit u. a. von Laura Bush und Ljudmila Putina – des G8-Gipfel in Heiligendamm aus. 2011 erwarb das hessische Unternehmerehepaar Manuela und Armin Hoeck die Schlossanlage, führten das Hotel weiter und verkauften die Immobilie im Herbst 2022 an die Theodor-Semmelhaack-Stiftung des gleichnamigen Immobilienunternehmers.

## Sehenswürdigkeiten

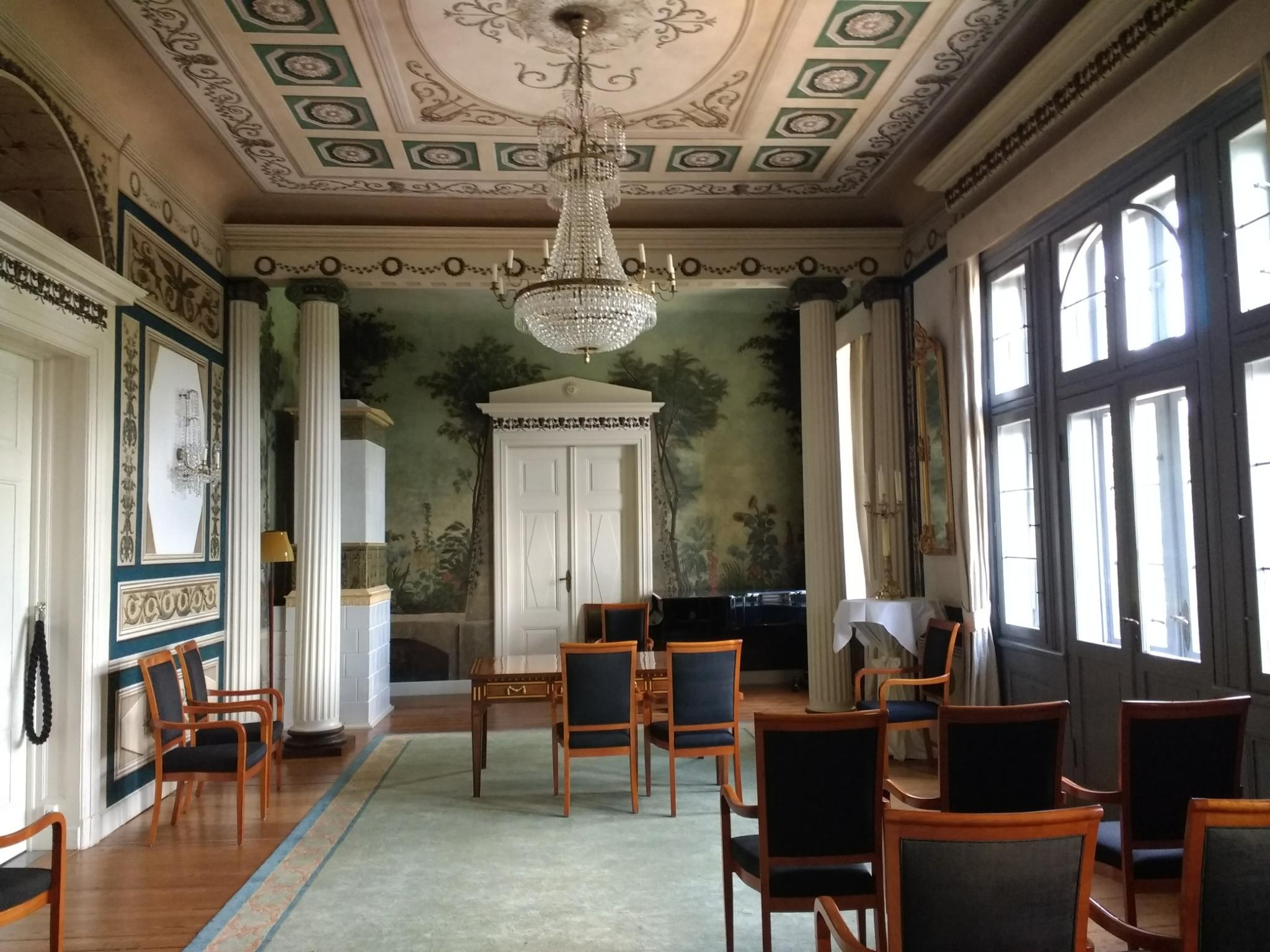
Schinkelsaal

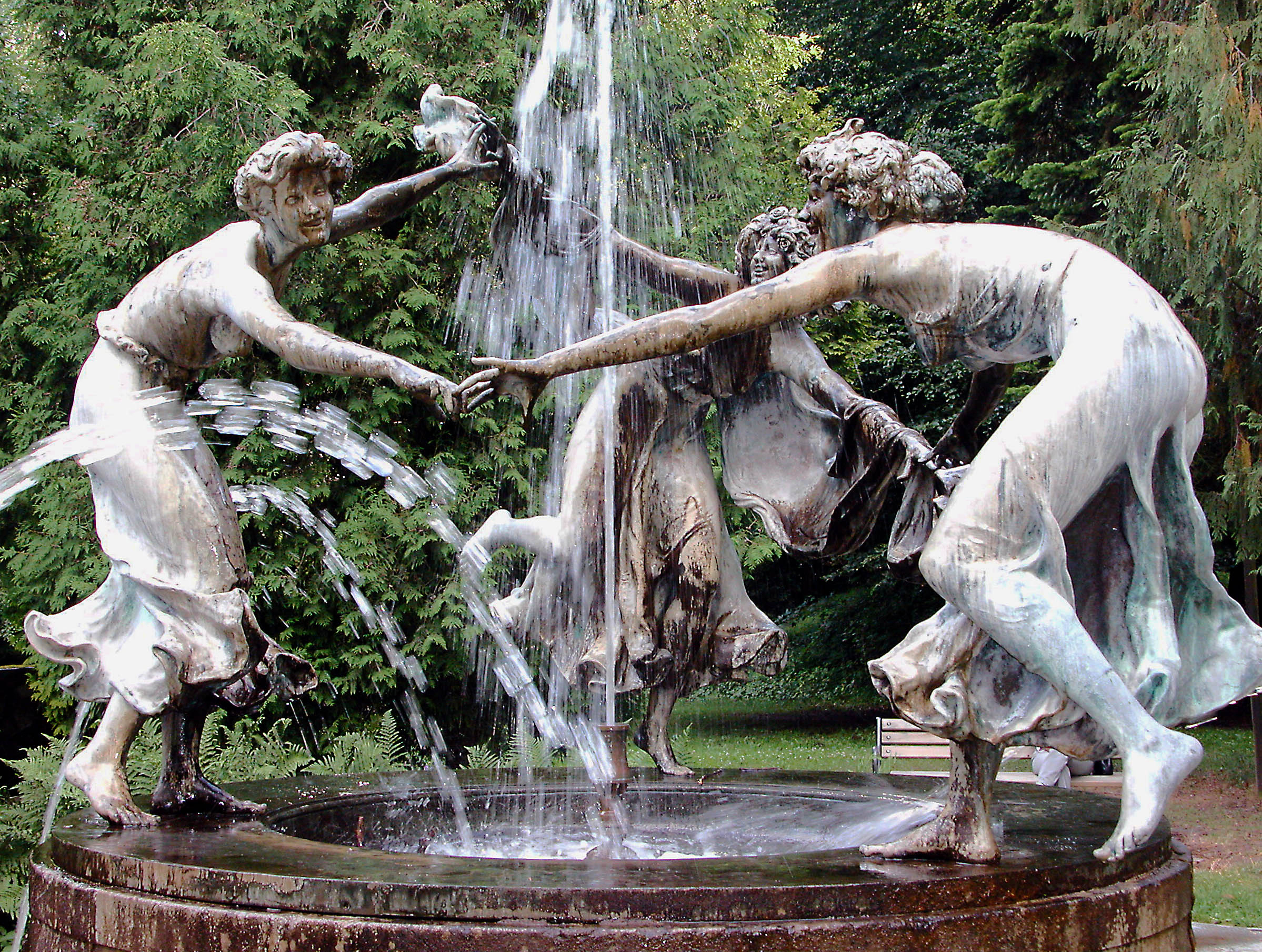
Nymphenbrunnen

Der Rittersaal im Schloss ist im Stil der Neugotik gestaltet. Im so genannten Schinkelsaal des Schlosses befinden sich Tapetenmalereien mit Blumen- und Tierbildern sowie zwei Kachelöfen nach Entwürfen von Karl Friedrich Schinkel. In weiteren Räumlichkeiten (Eingangshalle, Treppenhaus, Gartensaal, Galerien) sind klassizistische Wandmalereien erhalten.
Im 60 Hektar großen Landschaftspark mit zugehörigem Parkwald befindet sich die neugotische Karolinenkapelle, die Hans Graf von Schlitz 1822 seiner Schwiegermutter, der Reichsgräfin Caroline von Schlitz-Goertz, widmete. Im Park befindet sich außerdem eine Grablege mit Eingangstor und Alexanderkreuz (GLAUBE LIEBE HOFFNUNG 1824): Hier ruhet in Gott Friedrich Graf von Bassewitz (* 17. April 1855; † 23. November 1923), Herr auf Burg Schlitz, seiner Frau Magdalene von Bassewitz, geb. Freiin von Maltzahn († 22. Juni 1945; ohne Grabstein) und ihres Sohnes Rudolph Graf von Bassewitz (* 14. Januar 1885; † 27. Juli 1922). Im Park befindet sich außerdem die Grabstätte des Karstorfer Bürgermeisters Hermann Schubert (* 28. August 1901: † 2. Mai 1945).

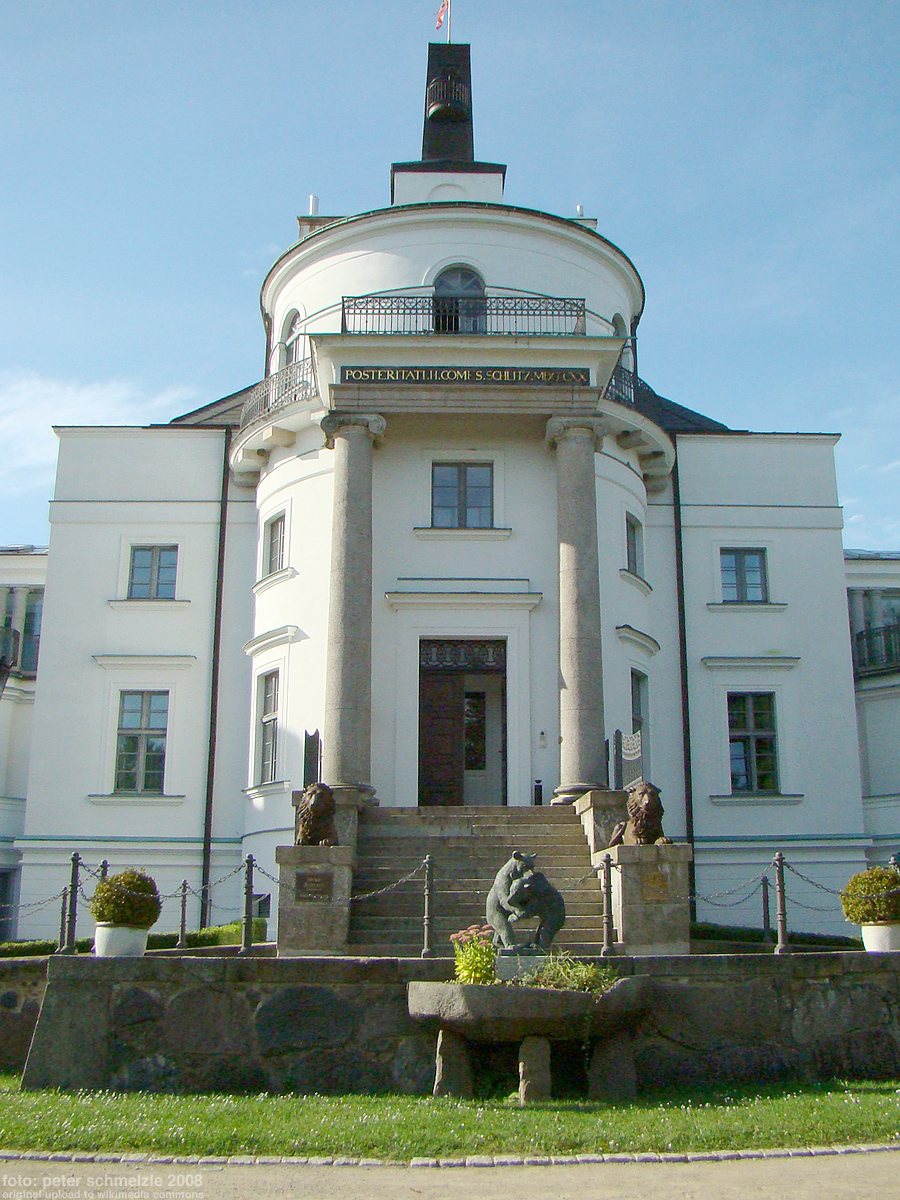
Portal am Hauptbau des Herrenhauses
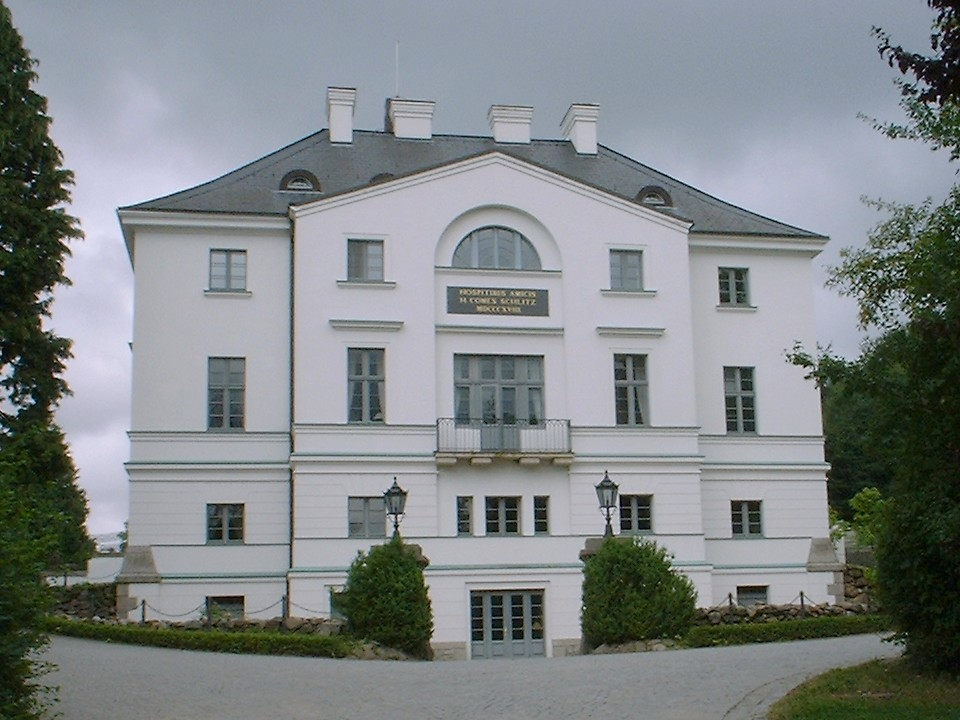
Blick auf einen der seitlichen Pavillons
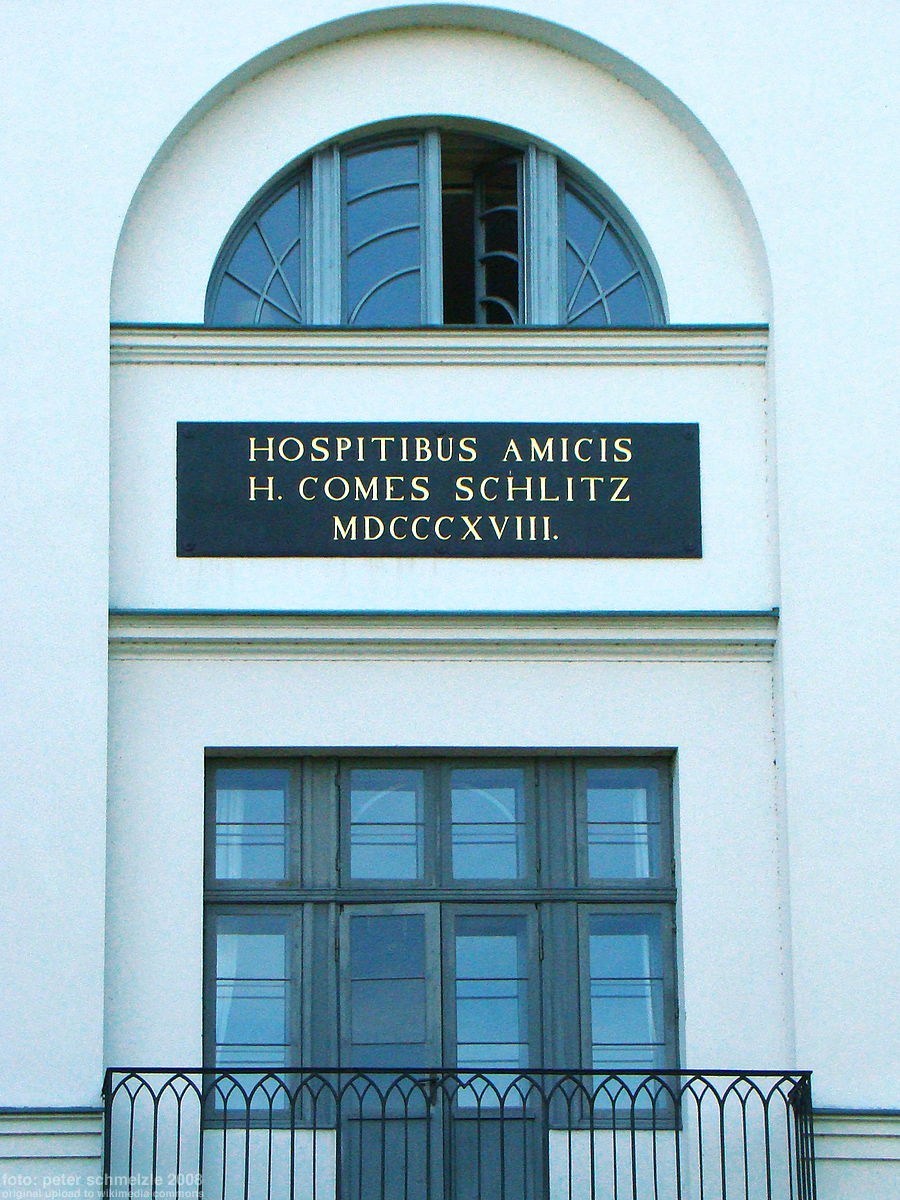
Bauinschrift
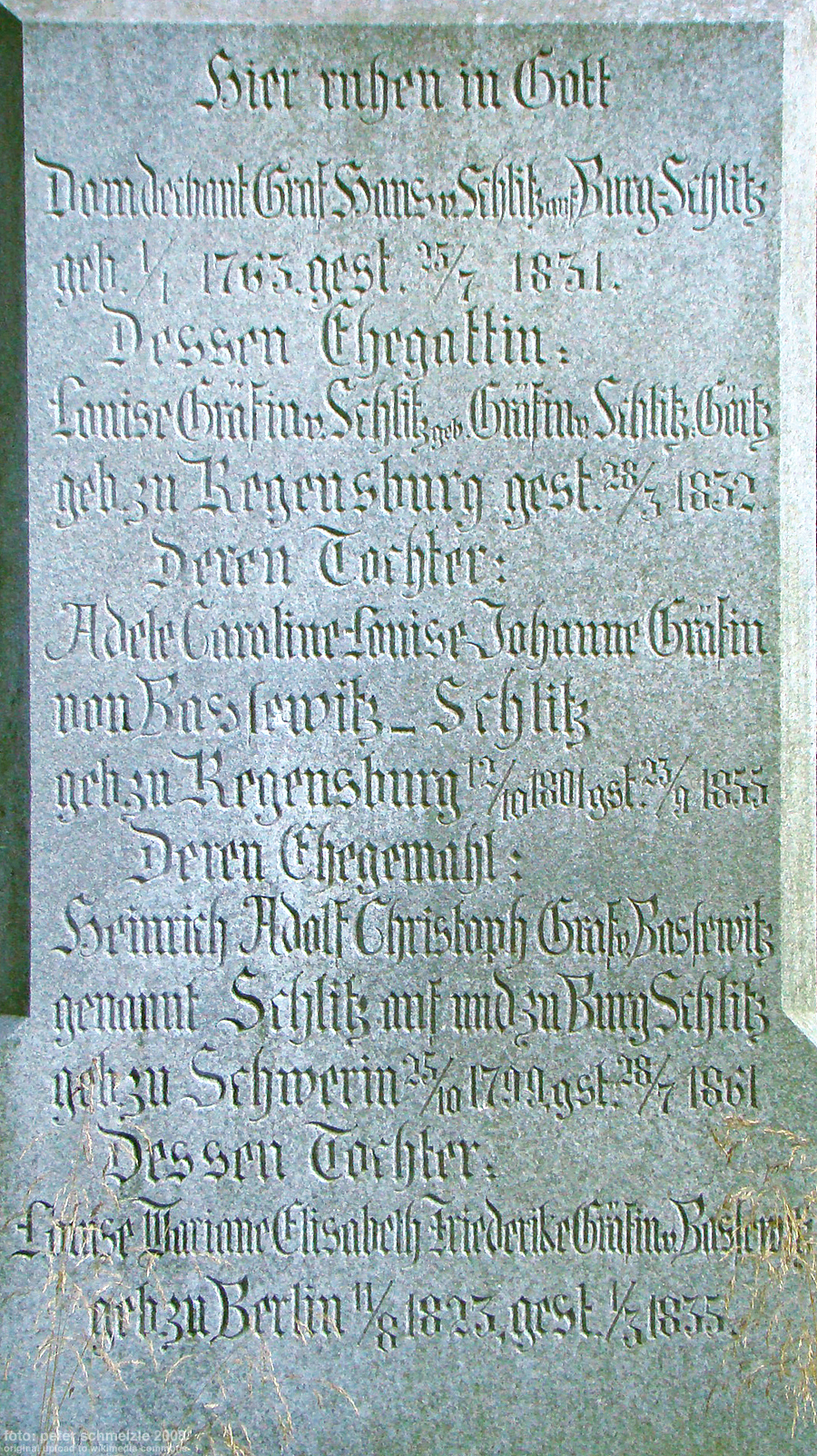
Grabmal verschiedener Besitzer der Anlage auf dem Friedhof von Hohen Demzin
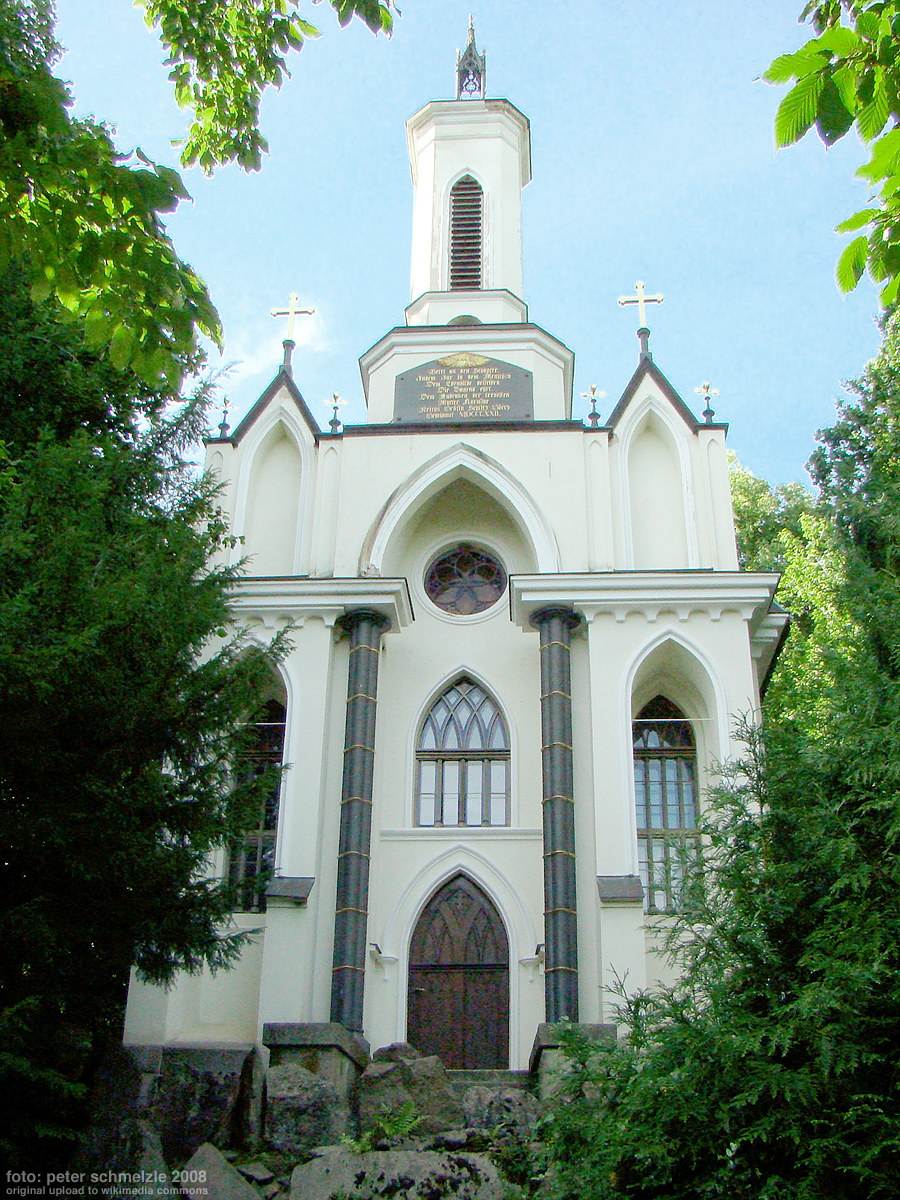
Karolinenkapelle

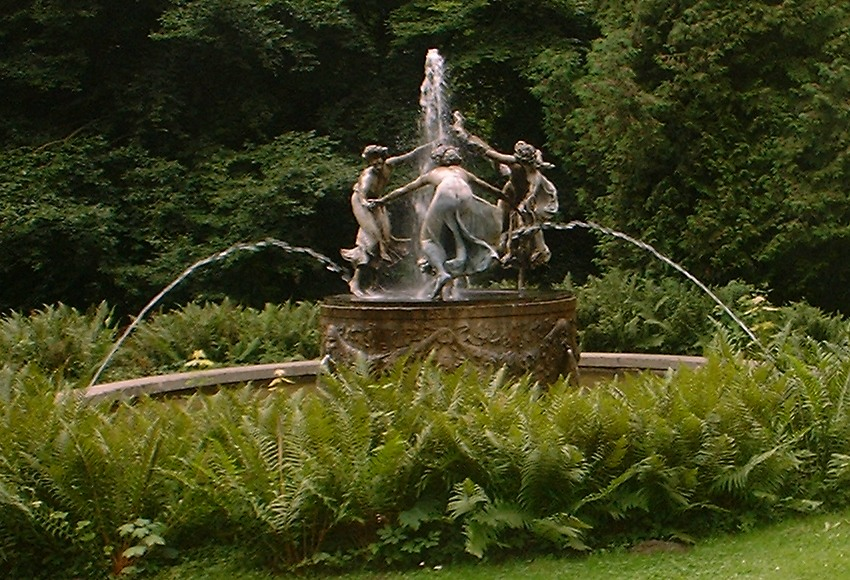
Nymphenbrunnen

Der Nymphenbrunnen im Park wurde 1903 von Walter Schott im Auftrag des Berliner Verlegers und Mäzens Rudolf Mosse im Jugendstil zur Aufstellung im Hof des Mosse-Palais entworfen. Nach verfolgungsbedingter Enteignung der Familie Mosse durch die Nationalsozialisten holte vermutlich Emil Georg von Stauß den Brunnen nach 1934 nach Burg Schlitz. Der Brunnen zeigt drei etwa lebensgroße bronzene Nymphen, die auf einem Sandsteintrog um das Wasserspiel tanzen. Drei von mehreren weiteren, etwas kleineren Exemplaren des Brunnens befinden sich in Berlin (Pacelliallee 14/16), im New Yorker Central Park (sogenannte Untermyer-Fountain) und im Schlosspark von Gondelsheim.
Im Schlosspark sind mehr als 60 Denkmale erhalten, welche besonders eindrucksvoll die patriotisch-nationale Aufbruchstimmung des frühen 19. Jahrhunderts dokumentieren, darunter der Doppelobelisk für Karl Theodor von Dalberg und Maximilian I. von Bayern, der Luise-von-Graeffe-Stein am Luisensee (beschriftet am Pyramidenstumpf LUISEN DER HOLDEN LEBENSGEFAERTINN IST DIESE ANLAGE GEWEIHET / LUISEN SEE BENANNT / 1828), der dreieckige Schillerstein, beschriftet PLUTARCH ROUSSEAU MONTESQUIEU SCHILLER und gelagert auf zwei Quadern mit LICHT und KRAFT und dazwischen EUCH VERDANKE ICH SIE 1824; außerdem das Rheinbundkreuz (beschriftet LIEBET EUERE FEINDE 22 3 1808, das Datum ist das des Beitritts des Herzogtums Mecklenburg-Schwerin zum Rheinbund) und weitere Denkmäler, u. a. für Blücher und Wellington, sowie Steinsetzungen. Der Eingang zum Schlosspark wird von einem Begrüßungsobelisken mit steinernen Ruhebänken markiert.
Nahe dem ehemaligen Marstall ist noch eine ältere Burgruine erhalten. Beim Schloss befinden sich außerdem die Alte Schmiede von 1832, ein Feldsteinbau mit vorgebauter Säulen-Galerie und spiralförmig gemauertem Schornstein, sowie das historische Gasthaus Zum Goldenen Frieden von 1819 beim Eingang zum Schlosspark.
Auf der Wiese steht eine Eiche mit einem Brusthöhenumfang von 9,10 m (2016).

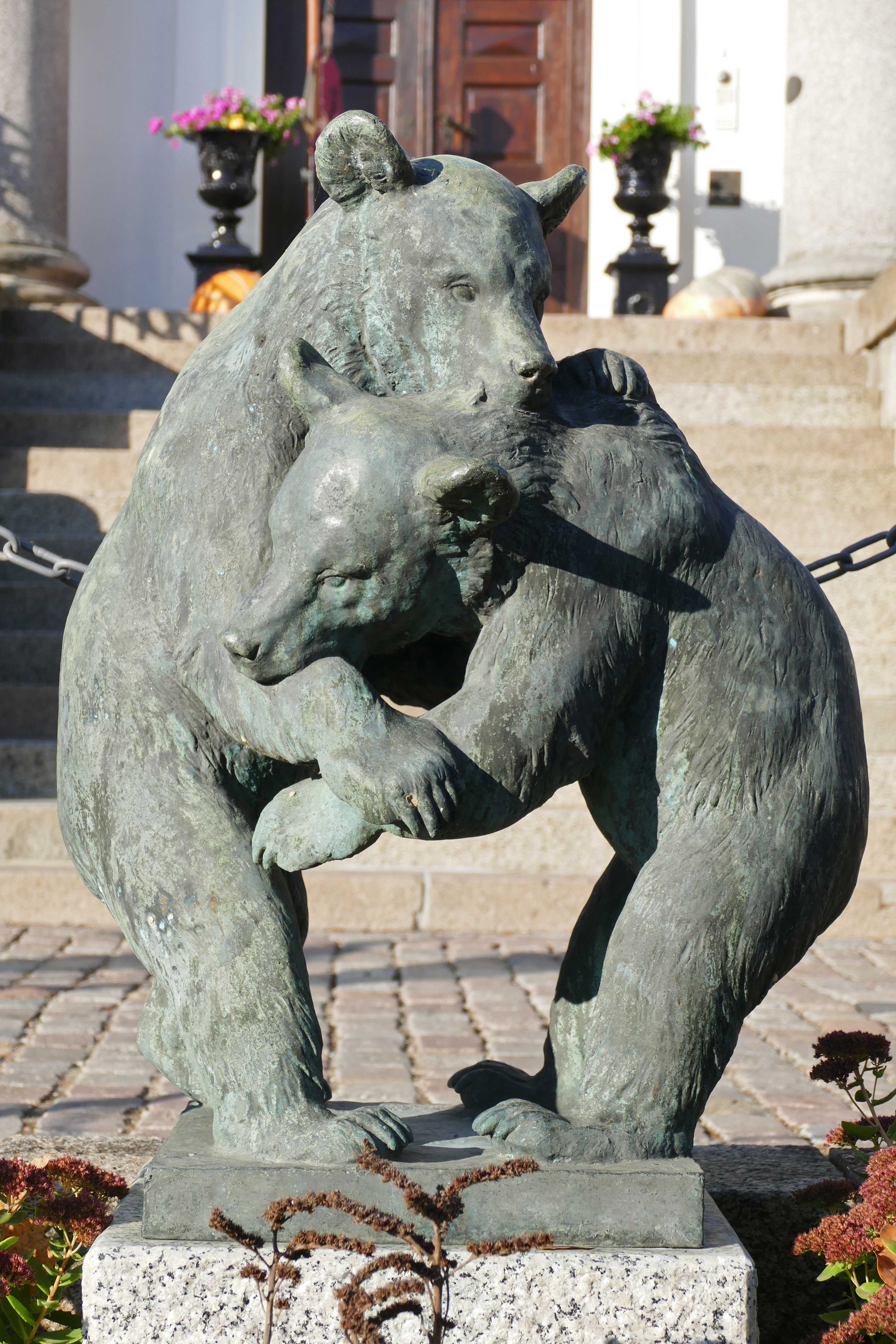
Bärenskulptur vor dem Haupteingang
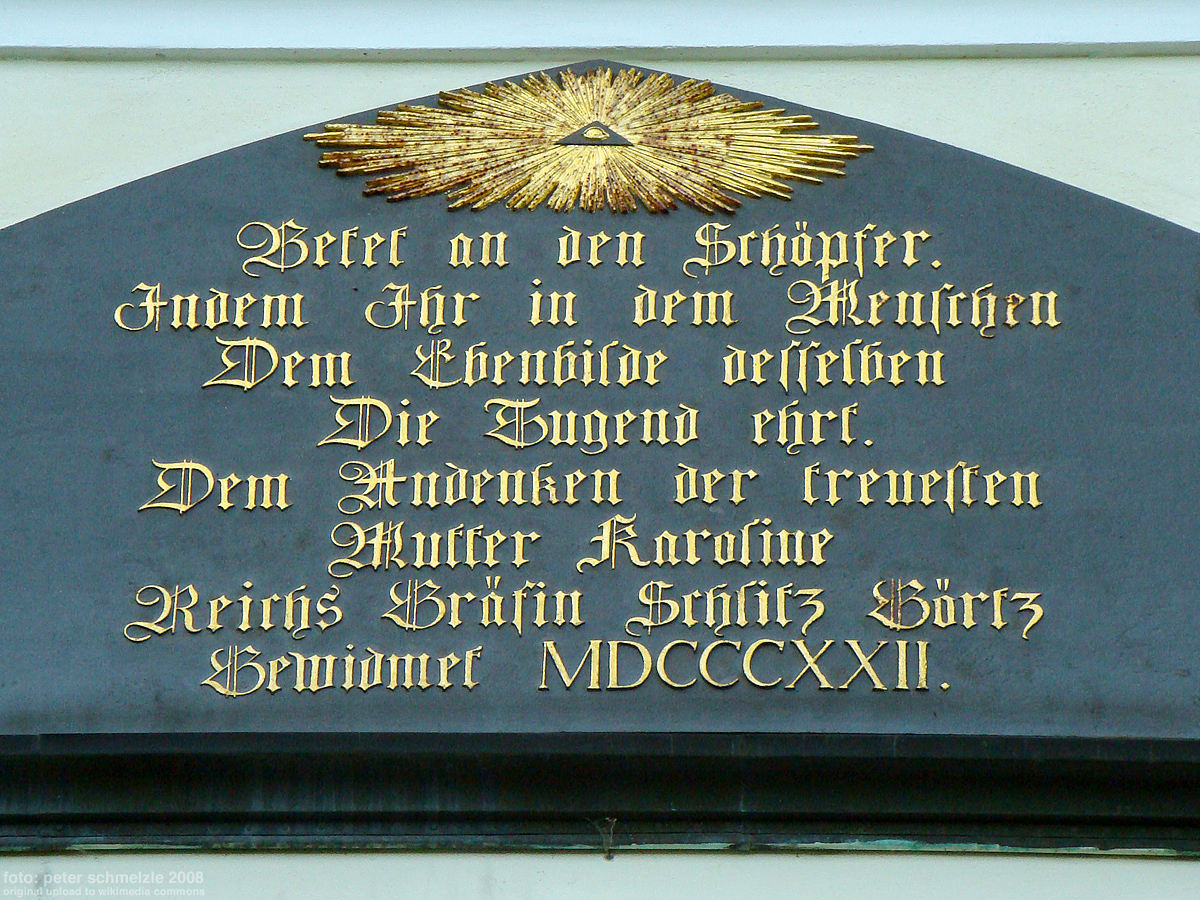
Inschrift der Karolinenkapelle
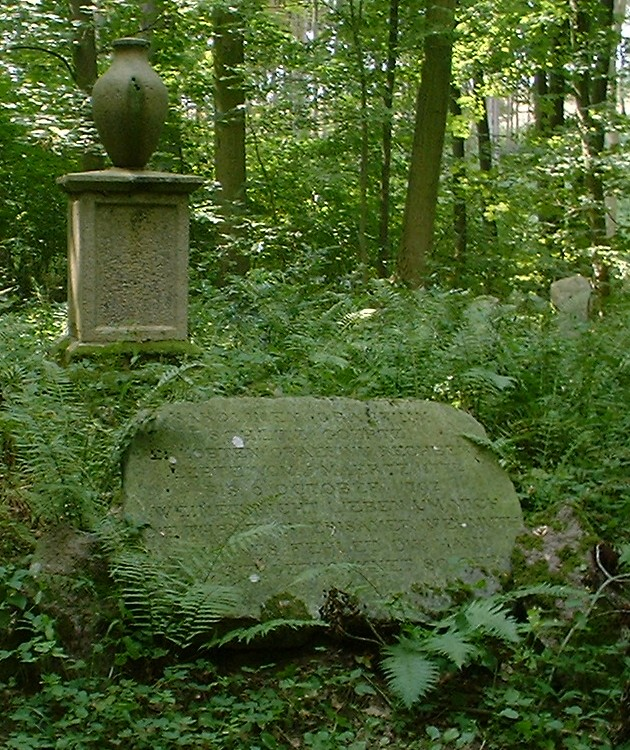
Karolinenstein zu Ehren der Gräfin Schlitz-Goertz
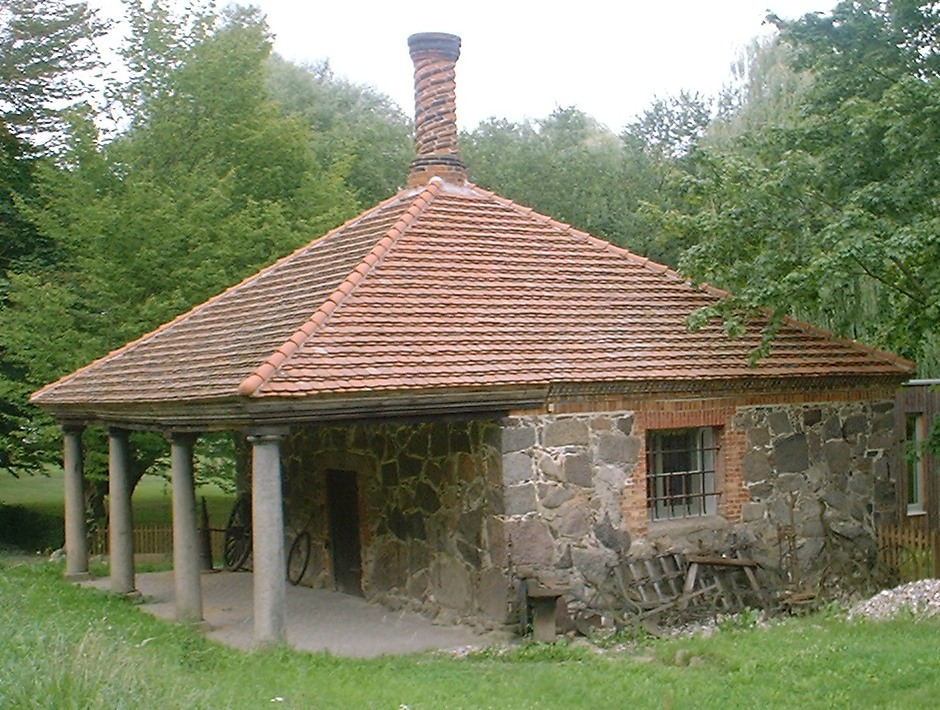
Schmiede

## Weitere Literatur
- Ursel Berger, Josephine Gabler: Drei Mädchen mit Vergangenheit. Die Geschichte der Brunnen „Drei tanzende Mädchen“ von Walter Schott. In: Jürgen Wetzel (Hrsg.): Berlin in Geschichte und Gegenwart. Jahrbuch des Landesarchivs Berlin 2002. Berlin 2002, ISBN 3-7861-2439-6.